# Pete Fountain
Pete Fountain, nato Pierre Dewey LaFontaine, Jr., (New Orleans, 3 luglio 1930 – New Orleans, 6 agosto 2016), è stato un clarinettista statunitense.

## Biografia
Nato a New Orleans, iniziò a suonare il clarinetto, fortemente influenzato prima da Benny Goodman e quindi da Irving Fazola. Agli inizi suonò con le orchestre di Monk Hazel e Al Hirt. Con il suo vecchio amico, trombettista George Girard, fondò The Basin Street Six nel 1950. Dopo lo scioglimento di questa orchestra, quattro anni dopo, Fountain entrò nella Lawrence Welk orchestra e divenne presto ben noto per i suoi assolo nello show di Welk sulla ABC, The Lawrence Welk Show. Welk causò una breve polemica circa l'esecuzione di un pezzo per il Natale. Fountain tornò a New Orleans, ed andò a suonare nella The Dukes of Dixieland per poi costituire una sua che suonava nel quartiere francese fra il 1960 ed il 1970. In seguito acquisì il Jazz Pete Fountain's Club presso l'Hotel Hilton Riverside nel centro di New Orleans.
Il New Orleans Jazz Club presentò il Pete Fountain Day il 19 ottobre 1959, con celebrazioni in onore dell'artista orgoglio della città, concluso con un concerto. Il suo Quintetto era composto da strumentisti di studio di registrazione il suo, il bassista di Stan Kenton, Don Bagley, il vibrafonista Godfrey Hirch, il pianista Merle Koch e l'eccezionale contrabbassista Jack Sperling. Fountain questi stessi strumentisti nel 1963 quando si esibirono all'Hollywood Bowl. Pete ripeté poi diverse volte il viaggio ad Hollywood per esibirsi al The Tonight Show di Johnny Carson per 56 volte.
Nel 2003 Fountain chiuse il suo club all'Hilton con un concerto prima di una festa d'addio con i suoi fans. Da allora suonò soltanto due volte alla settimana al Casino Magic a Bay St. Louis, Mississippi, dove possedeva una villa (distrutta dall'Uragano Katrina).
Dopo un intervento al cuore nel 2006, si esibì al JazzFest e contribuì alla riapertura del Bay St. Louis Casino, nuovo nome dell'Hollywood Casino. Dal marzo 2007 ha ripreso ad esibirsi due volte a settimana.

## Discografia

### Album
- 1958 – Lawrence Welk Presents Pete Fountain (Coral Records, CRL 57200)
- 1959 – Pete Fountain's New Orleans (Coral Records, CRL 57282/757282)
- 1959 – The Blues (Coral Records, CRL 57284/757284)
- 1959 – At the Jazz Band Ball (RCA Victor Records, LPM/LSP-2097) a nome The Dukes of Dixieland Featuring Pete Fountain
- 1960 – Pete Fountain Day (Coral Records, CRL 57313/757313) Live
- 1960 – Pete Fountain at the Bateau Lounge (Coral Records, CRL 57314/757314) Live
- 1960 – Pete Fountain Salutes the Great Clarinetists (Coral Records, CRL 57333/757333)
- 1960 – Mr. New Orleans Meets Mr. Honky Tonk (Coral Records, CRL 57334/757334) a nome Pete Fountain / "Big" Tiny Little
- 1961 – On Tour (Coral Records, CRL 57357/CRL 757357)
- 1961 – Pete Fountain's French Quarter New Orleans (Coral Records, CRL 57359/757359)
- 1961 – Blockbustin' Dixie (Verve Records, V-1028) a nome Al Hirt / Pete Fountain
- 1961 – I Love Paris (Coral Records, CRL 57378/757378) a nome Pete Fountain with Charles Bud Dant and His Orchestra
- 1961 – Presenting Pete Fountain with Al Hirt - Bourbon Street (Coral Records, CRL 57389/757389) a nome Pete Fountain / Al Hirt
- 1962 – Swing Low, Sweet Clarinet (Coral Records, CRL 57394/757394) a nome Pete Fountain with The Jubilee Singers
- 1962 – Pete Fountain's Music from Dixie (Coral Records, CRL 57401/757401)
- 1962 – Dixieland (Live Performance in New Orleans) (RCA Camden, CAL/CAS 727)
- 1962 – Let the Good Times Roll (Coral Records, CRL 57406/757406) a nome Pete Fountain, The Jubilee Singers, Charles Dant and His Orchestra
- 1962 – The New Orleans Scene (Coral Records, CRL 57419/757419) a nome Pete Fountain and Al Hirt
- 1963 – Plenty of Pete (Coral Records, CRL 57424/757424)
- 1963 – South Rampart Street Parade (Coral Records, CRL 57440/757440) a nome Pete Fountain and His Mardi Gras Strutters
- 1964 – The Very Best of Al Hirt & Pete Fountain (MGM Records, E-4216) a nome Al Hirt & Pete Fountain
- 1964 – Pete Fountain's New Orleans at Midnight (Coral Records, CRL 57429/757429)
- 1964 – Pete's Place (Coral Records, CRL 57453/757453)
- 1964 – Licorice Stick (Coral Records, CRL 57460/757460)
- 1965 – Mr. Stick Man (Coral Records, CRL 57473/757473)
- 1965 – Standing Room Only (Coral Records, CRL 57474/757474)
- 1966 – A Taste of Honey (Coral Records, CRL 57486/757486)
- 1966 – Pete Fountain (Pickwick Records, PC/SPC-3024) Raccolta
- 1966 – Pete Fountain & the Village Scramblers (Crown Records, ST 478) Raccolta
- 1966 – Mood Indigo (Coral Records, CRL 57484/757484)
- 1966 – "Candy Clarinet" Merry Christmas from Pete Fountain (Coral Records, CRL 57487/757487)
- 1967 – I've Got You Under My Skin (Coral Records, CRL 57488/757488)
- 1967 – Pete Fountain Plays and the Angels Sing (Vocalion Records, VL 3803/73803)
- 1967 – Music to Turn You On (Coral Records, CRL 57496/757496)
- 1967 – Pete Fountain Plays Bert Kaempfert (Coral Records, CRL 57499/757499)
- 1968 – "For the First Time" (Decca Records, DL 4955/DL 74970) a nome Brenda and Pete
- 1968 – The Wizardry of Al Hirt (Gladwynne Records, GL 2002) a nome Al Hirt with Guest Star Pete Fountain
- 1968 – Fantastic Clarinet Vol. 1 (Coral Records, SSS 121)
- 1968 – Walking Through New Orleans (Coral Records, CRL 57503/757503)
- 1969 – Those Were the Days (Coral Records, CRL 757505)
- 1969 – The Best of Pete Fountain (Coral Records, 7CXSB 10) Raccolta, 2 LP
- 1969 – Both Sides Now (Coral Records, CRL 757507)
- 1969 - High Society (Pickwick Records, SPC-3201)
- 1970 – Make Your Own Kind of Music (Coral Records, CRL 757510)
- 1970 – Pete Fountain's Golden Favorites (Coral Records, CRL 757511) Raccolta
- 1971 – Dr. Fountain's Magical Licorice Stick (Coral Records, CRL 757513)
- 1971 – Something/Misty (Coral Records, CRL 757516)
- 1971 – New Orleans, Tennessee (Coral Records, CRL 757517)
- 1971 – New Orleans All Stars (Everest Records, FS 257)
- 1972 – Mr. New Orleans (MCA Records, DL 75377)
- 1972 – Battle Royal (Trolley Car Records, TC-5012) a nome Pete Fountain Vs. Al Hirt
- 1973 – Pete Fountain's Crescent City (MCA Records, 336)
- 1974 – Pete Fountain Volume II (Everest Records Archive of Folk & Jazz Music, FS 303) Raccolta
- 1975 – Super Jazz 1 (Monument Records, MP 8602) doppio LP, a nome Al Hirt & Pete Fountain
- 1976 – The Best of Pete Fountain Vol. II (MCA Records, MCA-4095) Raccolta
- 1977 – Alive in New Orleans (First American Records, FA 7706)
- 1977 – Pete Fountain's Jazz Reunion (Jucu Records, ?)
- 1981 – Pete Fountain and Friends (Capitol Records, SN-16224)
- 1981 – Way Down Yonder in New Orleans (Capitol Records, SN-16225)
- 1982 – Down on Rampart Street (Intermedia Records, QS-5038)
- 1984 – Fountain of Youth (Allegiance Records, AV-5022)
- 1990 – Swingin' Blues (Ranwood Records, RDS 1002)
- 1991 – Do You Know What It Means to Miss New Orleans (G.H.B., BCD-300)
- 1992 – Pete's Beat (CEMA Special Markets, S41-56649)
- 1993 – Cheek to Cheek (Ranwood Records, RDS 1009)
- 1993 – Pete Fountain at Piper's Opera House (Jazzology, JCD-217)
- 1994 – Pete Fountain and His Basin Street Six (504 Records, 504 CD 16)
- 1994 – Country (Ranwood Records, MSD 35346)
- 1995 – A Touch of Class (Ranwood Records, MSD 35808)
- 1997 – New Orleans All Stars (Tradition Records, TCD 1047) Raccolta
- 1998 – Dixieland King (Tradition Records, TCD 1068) Raccolta
- 2001 – Pete Fountain Presents the Best of Dixieland: Pete Fountain (Verve Records, 314 549 365-2) Raccolta
- 2003 – New Orleans Jazz (G.H.B., BCD 115) Raccolta